# Âm nhạc Triều Tiên

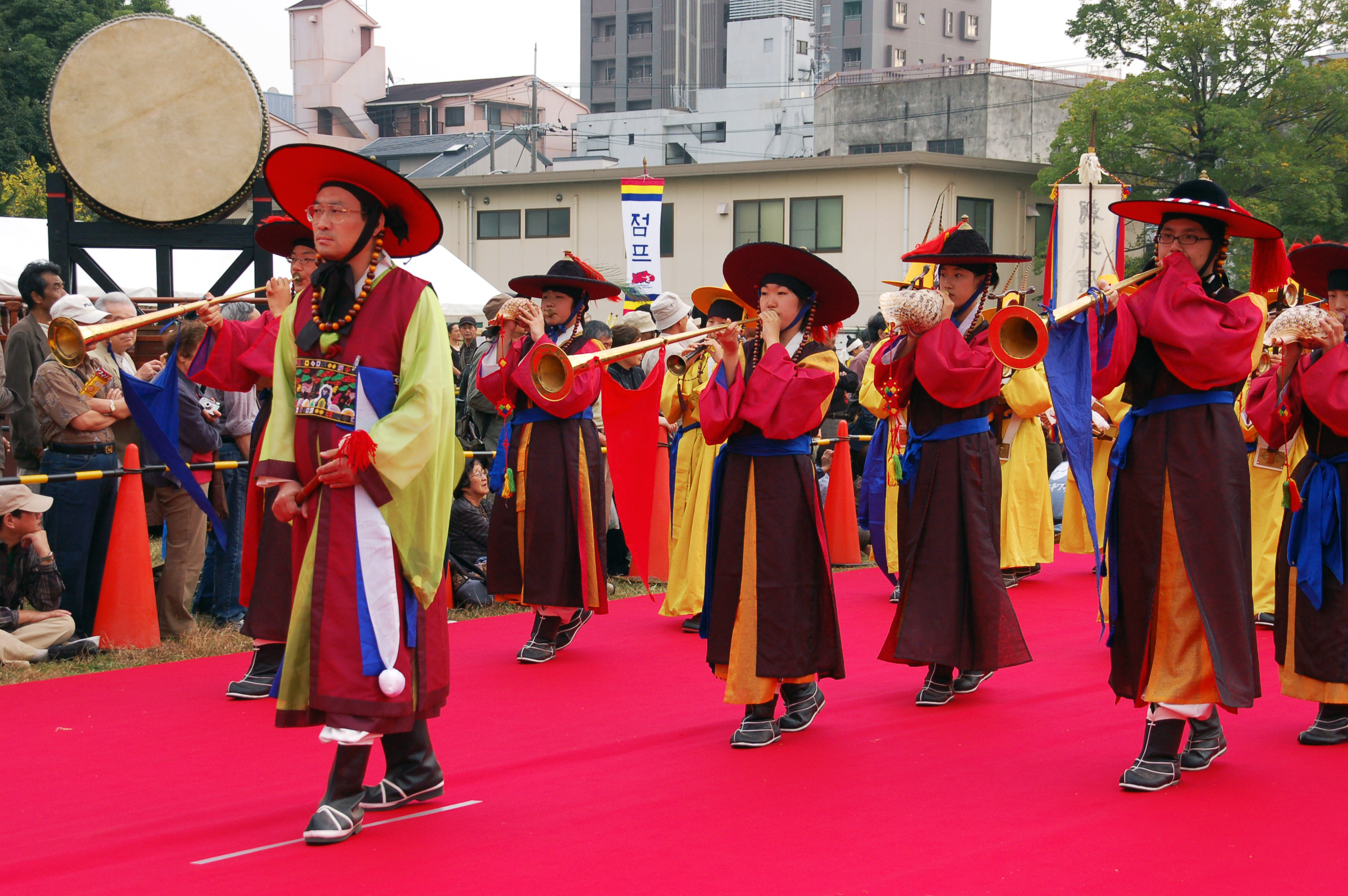
Diễu hành nhạc truyền thống ở Seoul.

Nhạc truyền thống Triều Tiên bao gồm nhạc dân tộc, thanh nhạc, tôn giáo và phong cách âm nhạc nghi lễ của người Triều Tiên. Nhạc Triều Tiên, cùng với nghệ thuật, tranh vẽ và điêu khắc được hình thành từ thời tiền sử.
Hai sự khác biệt văn hoá âm nhạc tồn tại ở Triều Tiên ngày nay là: nhạc truyền thống (Gugak 국악: Quốc nhạc) và nhạc phương Tây (yangak 양악: Dương nhạc).

## Lịch sử

### Tiền–Tam quốc Triều Tiên
Nhạc truyền thống Triều Tiên của thời tiền-tam quốc không được biết đến nhiều, trong khi một số ghi chép lịch sử của Trung Quốc viết rằng người của Phù Dư, Cao Câu Ly, Đông Uế và Tam Hàn đã uống và nhảy múa trong mùa thu hoạch. Một số văn bản còn nói rằng bộ tộc Triều Tiên có thói quen cúng trời đất, nhảy múa và uống nhiều ngày như một nghi lễ nông sản.

#### Tam Hàn
Các bản ghi chép lâu đời nhất về âm nhạc Triều Tiên xuất hiện trong văn bản lịch sử Trung Quốc, Tam quốc chí được viết bởi Trần Thọ (233-297). Nó nói rằng người Mã Hàn thực hiện nghi thức vào tháng năm và tháng mười không nhảy múa trong vài ngày. Triều Tiên vương triều thực lục trong suốt thời Triều Tiên Thế Tông nói rằng Tam Hàn có một phong cách âm nhạc riêng nhưng không có nhạc cụ.

### Tam quốc Triều Tiên

#### Cao Câu Ly
Lịch sử âm nhạc của Cao Câu Ly chủ yếu chia thành ba giai đoạn: đầu tiên là giai đoạn trước khi bị ảnh hưởng từ bên ngoài khi đàn tranh geomungo, một nhạc cụ truyền thống được phát minh.; thứ hai là khoảng thế kỉ thứ 4 đến thế kỉ thứ 6 khi Cao Câu Ly bắt đầu thiết lập mối quan hệ với Bắc Ngụy; giai đoạn sau cùng là cuối thế kỉ 6 cho đến sau khi vương quốc sụp đổ
Hwangjoga (tiếng Hàn: 황조가; Hanja: 黃鳥歌) là một bài hát từ Cao Câu Ly sáng tác bởi vua Lưu Ly. Bài hát nói về một công chúa mang tình cảm của mình trao cho ông.
Theo Tam quốc sử ký (Niên sử của tam quốc), được viết vào năm 1145, đàn tranh
geomungo được phát minh bởi tướng Vương Sơn Nhạc  và nó là phiên bản hoàn chỉnh của cổ cầm Trung Hoa (còn được gọi là chilhyeongeum (thất huyền cầm), nghĩa là "đàn bảy dây"). Sau khi ông mất, nhạc cụ được truyền lại cho Ok Bogo, Son Myeong-deuk, Gwi Geum, An Jang, Cheong Jang, và  Geuk Jong, khi được lan truyền rộng rãi truyền toàn quốc.
Nguyên mẫu của nhạc cụ được vẽ trong lăng Cao Câu Ly. Họ tìm thấy trong lăng của Muyongchong và lăng mộ Anak thứ 3.

#### Bách Tế
Ca khúc duy nhất của Bách Tế được truyền lại cho đến bây giờ là Jeongeupsa (hangul: 정읍사), nhưng vì không có những di tích cụ thể như những bức tranh trong lăng mộ của Cao Câu Ly, nên rất khó khăn để hiểu được nó như thế nào. Hiển nhiên rằng Bách Tế cũng tổ chức lễ hội thu hoạch vào tháng năm và tháng mười giống như Cao Câu Ly.
Âm nhạc của Bách Tế đã được biết đến Nam Tống và Bắc Ngụy, trong khi một số người trình bày được mời đến Nhật Bản. Đáng chú ý, một người đàn ông của Bách Tế tên là Mimaji (hangul: 미마지) đã học nhạc và múa ở Trung Quốc và di cư đến Nhật Bản vào năm 612. Vào năm 2001, Nhật hoàng Akihito đã nói rằng âm nhạc của Bách Tế là nguồn gốc của nhạc hoàng gia Nhật Bản, vì Thiên hoàng Kanmu (871-896) là hậu duệ của vua Vũ Ninh. (r.501-523).

#### Tân La

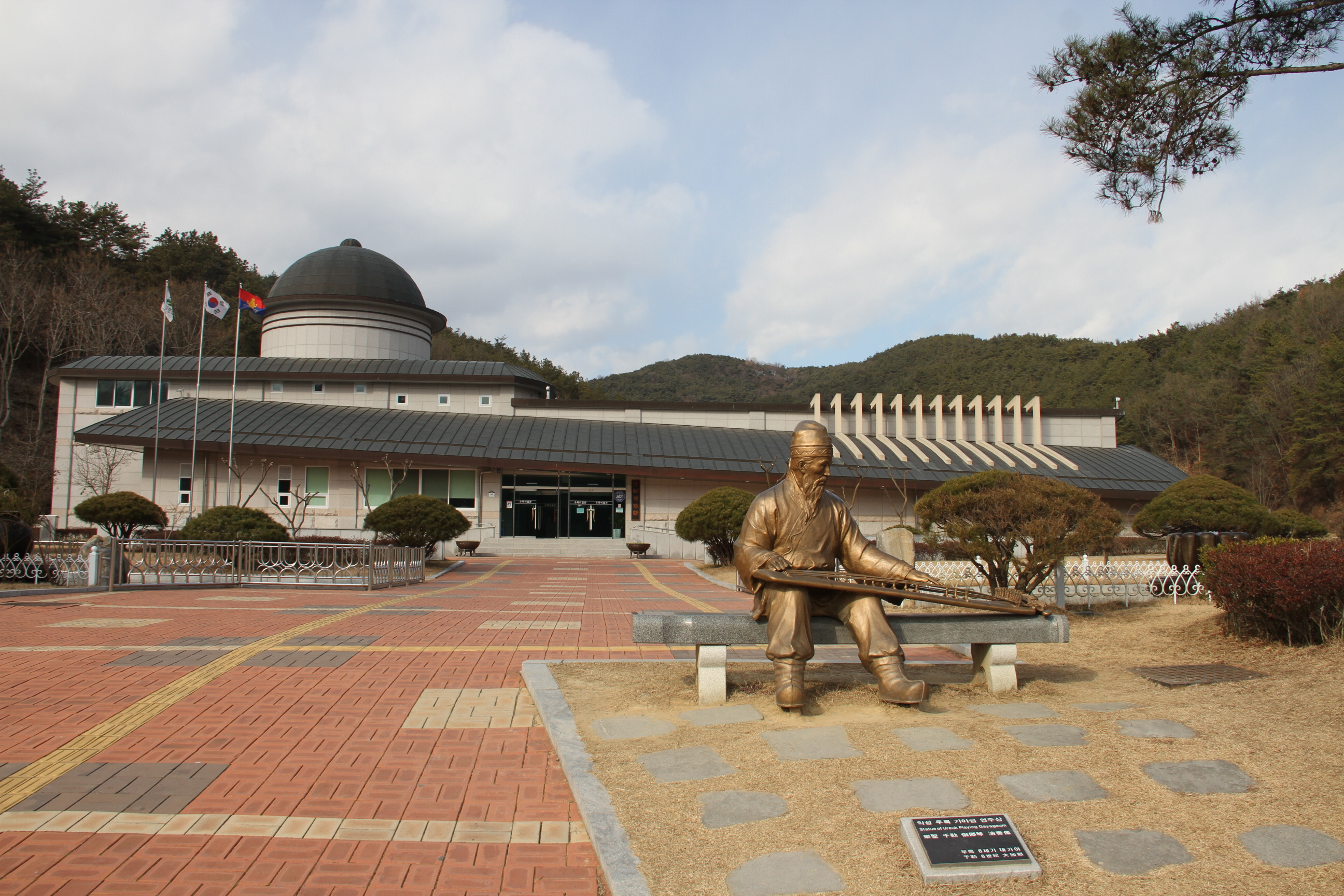
Bảo tàng Vu Lặc ở Goryeong, Gyeongssangbuk-nơi mà cho thấy âm nhạc phát triển ở Già Da và Tân La.

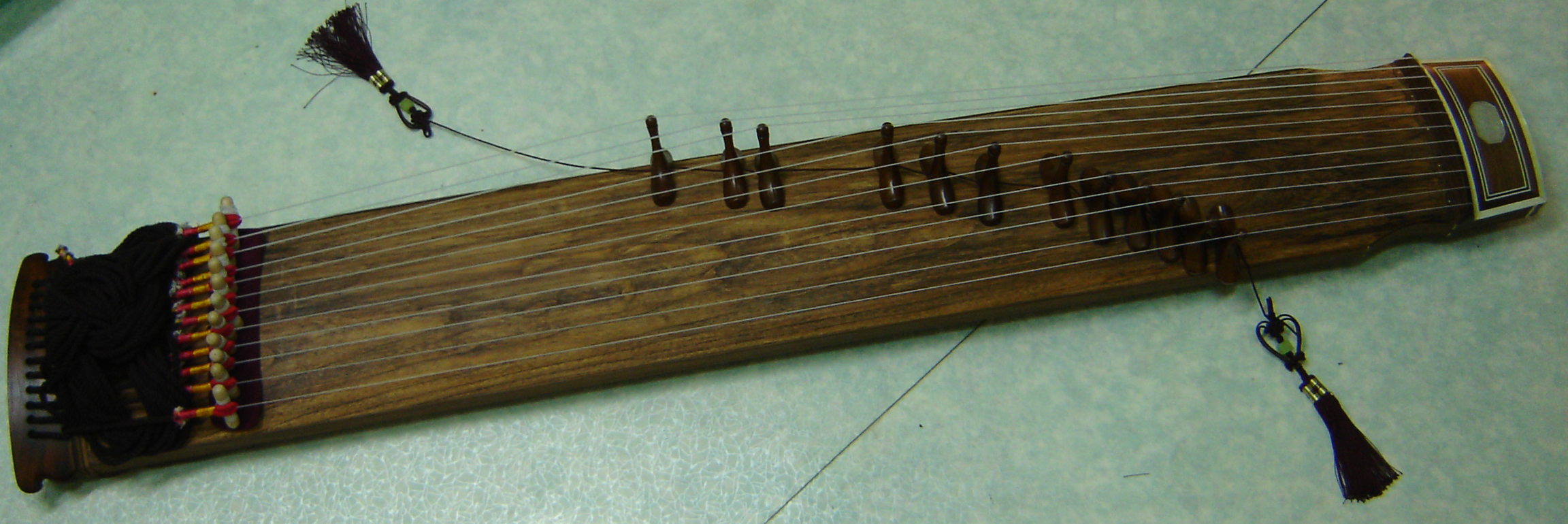
Đàn tranh Sanjo gayageum

Trước khi Tân La thống nhất tam quốc, âm nhạc của Tân La được đại diện cho âm nhạc truyền thống, đàn tranh gayageum được người ta nói rằng nhạc công Vu Lặc (Wureuk) từ Già Da mang đến triều đại vua Chân Hưng khi vương quốc của ông đã liên kết với lực lượng Tân La. Mặc dù Samguk Sagi truyền tải 12 tên tác phẩm mà Wureuk đã làm, nhưng nó không được thừa hưởng đầy đủ. Vào năm thứ 13 của Chân Hưng, Ureuk đã dạy đàn tranh gayageum, bài hát và điệu múa cho ba đồ đệ Gyego, Beopji y Mandeok.
Sau đó các học giả nổi tiếng, Thôi Trí Viễn (Hangul: Choe chiwon)  người đã học ở nhà Đường tách biệt hệ thống cấp bậc hình xương của Tân La Silla luật ngũ thơ của hyangak (bài hát địa phương) miêu tả nghệ thuật biểu diễn ở Tân La vào cuối kỉ nguyên đó.

### Thời kì Nam-Bắc quốc

#### Tân La thống nhất
Sau khi đất nước thống nhất, âm nhạc của Tân La đã trải qua những dòng nhạc đa dạng từ Bách Tế và Cao Câu Ly với sự phát triển mạnh mẽ hơn hyangak, đặc biệt là hai
loại đàn tranh là gayageum
và geomungo cùng sự phát triển của đàn tỳ bà. Ngoài ra, âm nhạc từ nhà Đường được giới thiệu dưới triều đại của vua Văn Vũ. Thánh ca Phật giáo, Beompae (hangul:범패) được áp dụng rộng rãi với nhiều nhạc cụ, hình thành một nghệ thuật độc đáo ở Tân La. Trong suốt Tân La thống nhất, viện âm nhạc hoàng gia (hangul:음성서) được thành lập.

## Nhã nhạc - Nhạc cung đình Triều Tiên

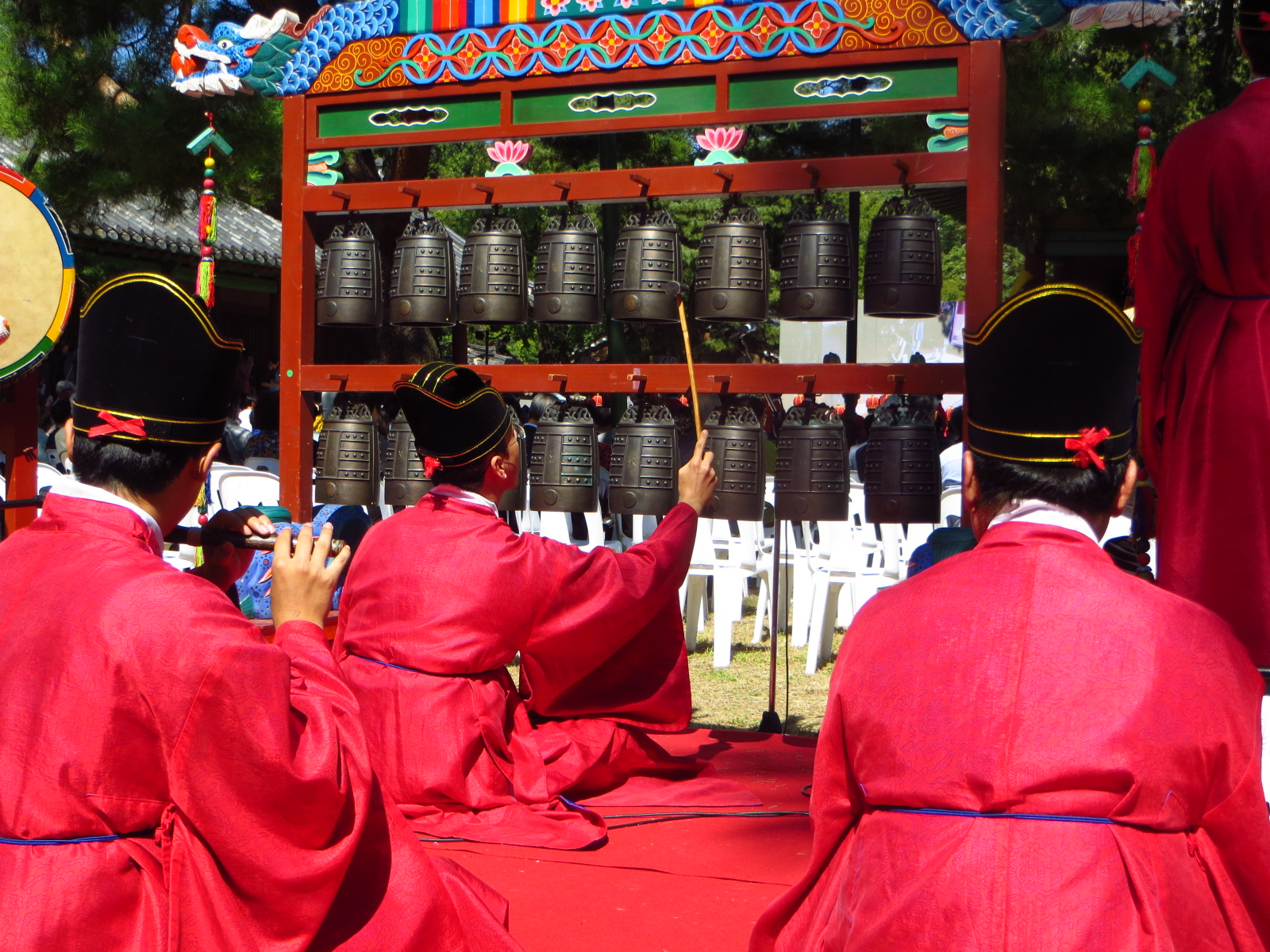
Dàn biên chung Triều Tiên trong Nhã nhạc cung đình

"Âm nhạc cung đình" theo nghĩa thông thường được hiểu là các thể loại ca nhạc, kể cả các thể loại ca nhạc đi kèm với múa và diễn xướng âm giai nhạc thính phòng, dùng trong các lễ nghi cúng tế và triều chính, các ngày quốc lễ do triều đình tổ chức và sinh hoạt vui chơi giải trí của vua và hoàng tộc. Còn tên gọi "Nhã Nhạc" (a-ak 아악) được các triều đại thời Choseon dùng với những nội hàm khác nhau: khi để chỉ âm nhạc cung đình nói chung, lễ nhạc cung đình nói riêng, khi để chỉ một tổ chức âm nhạc, thậm chí một dàn nhạc cụ thể.
Nền tảng ban đầu của Nhã nhạc – Âm nhạc cung đình Triều Tiên đã bắt đầu thịnh hành từ năm 1116 của thế kỷ 11. Âm nhạc cung đình Triều Tiên chính thức hình thành với sự lên ngôi của Triều Tiên Thái Tổ. Các thể loại âm nhạc cung đình Triều Tiên gồm Jeongak (chính nhạc), Sinawi (hòa tấu hầu đồng), ả đào pansori, gagok, sanjo (tương tự như thể cách hát nói trong ca trù Việt Nam), Dangak (Đường nhạc), Gugak (Quốc nhạc) và Hyangak (Hương nhạc).
Ở Hàn Quốc, không gian thờ cúng Khổng Tử tiêu biểu có thể kể đến Daeseongjeon (Điện Đại Thành) trong Seonggyungwan. Ở đây, cứ tới tháng 2 và tháng 8 âm lịch hàng năm, người ta lại cử hành nghi lễ cúng tế và Nhạc tế lễ Văn Miếu được diễn tấu trong các nghi thức này. Trong kho âm nhạc cúng tế Văn Miếu Munmyojeryeak, Hwangjonggung là nhạc phẩm cơ bản. Âm nhạc tế lễ Văn Miếu có 15 bản nhạc được kế truyền, ca từ có đôi chút khác biệt tùy theo mức độ cao thấp của bản nhạc. Hiện giờ, nghi lễ cúng tế Văn Miếu Munmyojeryeak sử dụng âm nhạc cung đình thời nhà Tống, du nhập vào Hàn Quốc từ thời Goryo (thế kỷ X – XIV). Mặc dù đã trải qua hơn 1.000 năm lịch sử phát triển và được cải biến theo văn hóa và lối tấu nhạc của người Hàn Quốc, nhưng âm nhạc tế lễ Văn Miếu vẫn mang nét đặc trưng cơ bản. Ở Trung Quốc, sau khi nhà Thanh sụp đổ, nhà nước cộng sản đứng lên nắm chính quyền, nghi thức tế lễ Văn Miếu đã hoàn toàn bị xóa sổ. Gần đây trong tiến trình khôi phục văn hóa truyền thống, Trung Quốc đã nghiên cứu tham khảo nghi lễ cúng tế Văn Miếu còn được lưu truyền ở Hàn Quốc. Âm nhạc cung đình dưới thời Joseon ở Hàn Quốc gồm ba dòng nhạc lớn là A-ak (Nhã nhạc), Dangak (Đường nhạc) và Hyangak (Hương nhạc). Trong số này Nhã nhạc là dòng âm nhạc du nhập vào bán đảo Hàn Quốc từ Trung Quốc. Hiện giờ nhạc tế lễ Văn Miếu Munmyojeryeak là ví dụ duy nhất của nhã nhạc. Âm nhạc thông thường của Trung Quốc, không phải nhạc cúng tế, được lưu truyền tới bán đảo Hàn Quốc được gọi là Đường nhạc. Hương nhạc là âm nhạc của Hàn Quốc. Boheoja (Bộ hư tử) và Nakyangchun (Lạc Dương xuân, tức "Mùa xuân ở Lạc Dương") là hai nhạc phẩm Đường nhạc còn lại được lưu truyền tới ngày nay. Nhạc phẩm thơ chữ Hán phổ nhạc Boheoja (Bộ hư tử) được bắt đầu với câu thơ "Thiên môn hải nhật tiên hồng...", có nghĩa là:
Khi cửa trời vừa mở, biển đã vội đỏ au
Cát đỏ, rìu ngọc, khí vận linh thiêng trỗi dậy
Tấu nhạc trời trên nền trời tươi đẹp
Rực rỡ từng hàng phượng hoàng ánh vàng, ngỗng ánh bạc.
Boheoja (보허자 Bộ hư tử) còn có tên gọi là Jangchunbullojigok (장춘불로지곡 Trường xuân bất lão chi khúc). Ở đây Boheoja có nghĩa là "người đi trên không trung", nên có ý kiến cho rằng nhạc phẩm này liên quan tới Đạo giáo. Đường nhạc tồn tại và phát triển ở Hàn Quốc đã không còn đặc trưng của âm nhạc Trung Hoa. Giờ đây Đường nhạc đã được hương nhạc hóa với nét đặc trưng độc đáo. Trong ba dòng nhạc cung đình là Nhã nhạc, Đường nhạc và Hương nhạc thì Hương nhạc là dòng âm nhạc thuần Hàn. Khác với dòng dân ca là âm nhạc dành cho bách tính, hương nhạc là âm nhạc tế lễ Tông Miếu (종묘제례 Jongmyojeryeak) do Triều Tiên Thế Tông sáng tác, gần giống với âm nhạc cung đình Sujecheon (Thọ tề thiên) có gốc gác từ khúc ca Jeongeupsa (Tỉnh ấp từ) của thời Baekje (Năm 18 trước Công Nguyên – thế kỷ VII) ở Hàn Quốc.

## Danh sách các loại nhạc cụ truyền thống Triều Tiên

### Bộ dây
Nhạc cụ bộ dây của Hàn Quốc bao gồm những loại được gảy, kéo và gõ. Hầu hết các nhạc cụ bộ dây của Hàn Quốc đều sử dụng dây tơ se. Một số nhạc cụ truyền thống có ảnh hưởng từ Trung Hoa

#### Gảy

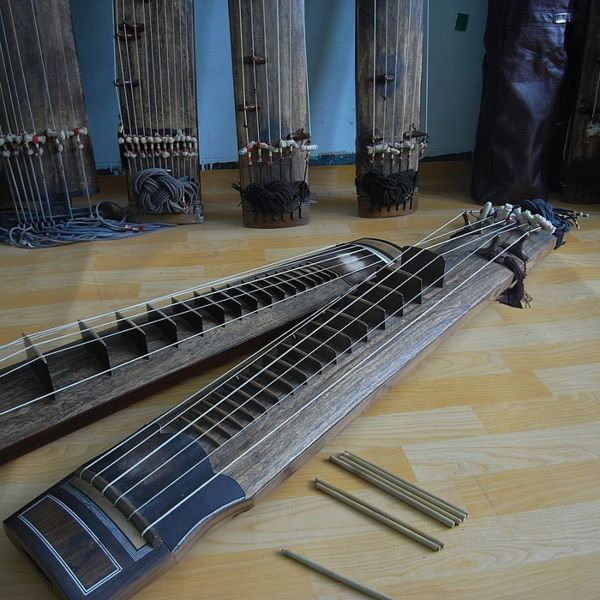
Đàn tranh geomungo 6 dây

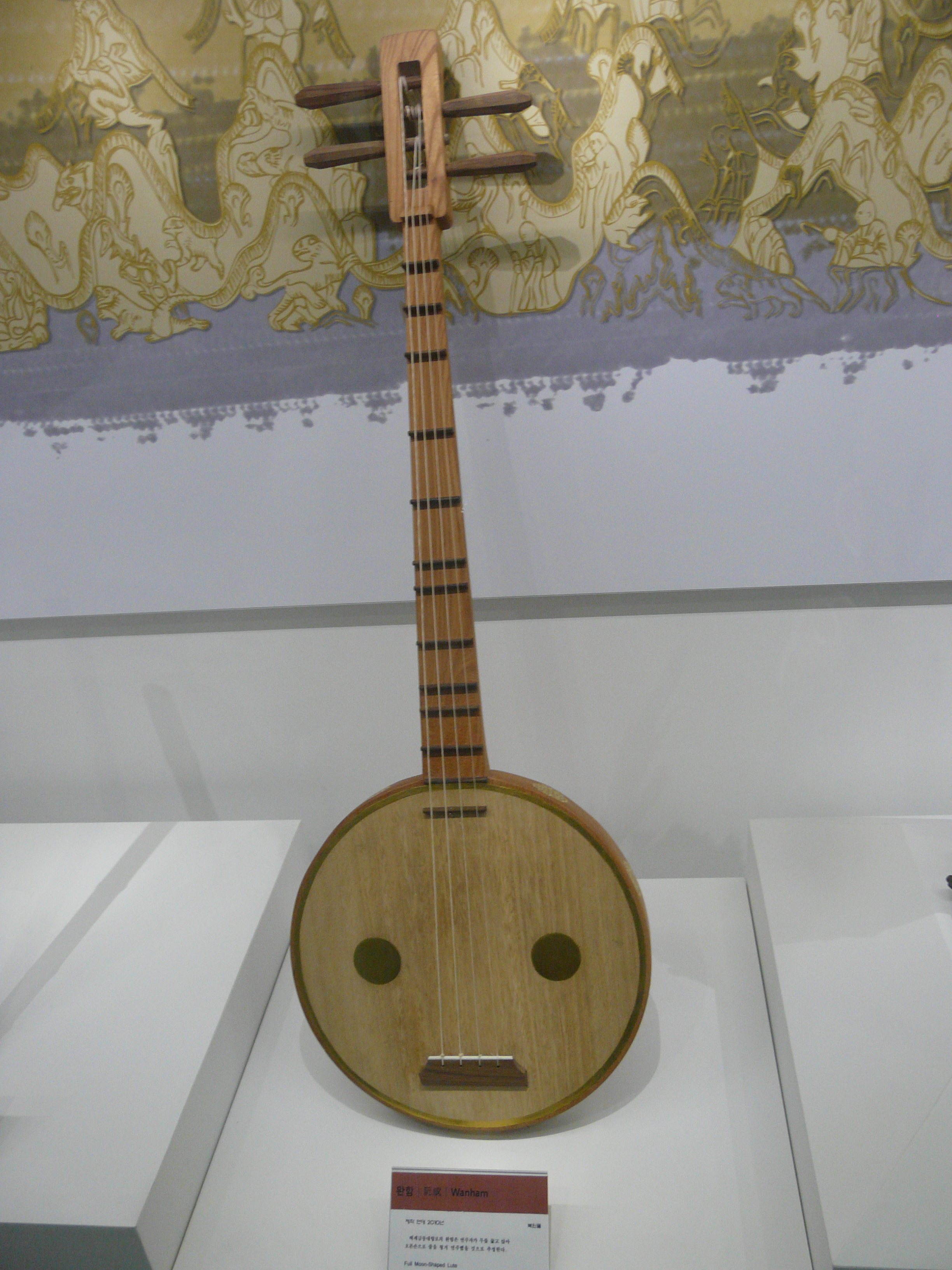
Wolgeum - đàn nguyệt Hàn Quốc trưng bày tại một bảo tàng ở Seoul

- Gayageum (Hangul: 가야금; Hanja: 伽倻琴: Hán Việt: Già da cầm): Đàn tranh truyền thống của Triều Tiên có con nhạn anjok hình chân ngỗng (chữ nhân 人) với số lượng dây từ 12, 15, 17, 18, 21 (Bắc Triều Tiên), 25.
- Geomungo (hangul: 거문고): Một cây đàn tranh có âm sắc trầm với 6 đến 11 dây tơ bện dày (11 dây là loại hiện đại với 8 con nhạn anjok) được gảy bằng một thanh tre và tay chắn dây được đeo bằng miếng giả da đút vào ngón trỏ. Mặt đàn gồm 16 phím tre lớn nhỏ và 3 con nhạn anjok
- Cheolhyeongeum (Hangul: 철현금; Hanja: 鐵絃琴; Hán Việt: Sắt huyền cầm): Loại đàn tranh Geomungo cải biên từ cây đàn ghi-ta của Hawaii vào năm 1940. Nghệ sĩ tay phải dùng que gẩy Suldae gẩy dây đàn, tay trái dùng miếng ngọc Nongok ấn vào dây đàn và kéo trượt lên dây để tạo ra những âm thanh đặc sắc, mê hoặc. Nó cũng được dùng để kéo với cung vĩ violin
- Daejaeng (Hangul: 대쟁; Hanja: 大筝; Hán Việt:Đại tranh): Đàn tranh cổ 15 dây lớn hơn một chút so với đàn tranh gayageum; nó đã được sử dụng trong thời Cao Ly. Ngày nay ít khi được sử dụng nhưng nó là tiền đề phát triển dòng đàn tranh sử dụng vĩ kéo Jeongak Ajaeng. Trong khi Daejaeng có 15 dây thì Jeongak Ajaeng vỏn vẹn có từ 7 tới 10 dây.
- Seul (Hangul: 슬; Hanja: 瑟; Hán Việt: sắt): Đàn tranh cổ gồm 25 dây có nguồn gốc từ đàn sắt Trung Hoa. Nó chỉ được dùng trong Nhã nhạc (tế lễ Tông miếu)
- Geum  (Hangul: 금; Hanja:琴): Đàn cổ cầm truyền từ Trung Hoa, nó chỉ được dùng trong Nhã nhạc (tế lễ Tông miếu). Không như cổ cầm Trung Hoa, geum Triều Tiên chơi bằng cách tay trái chặn dây vào cầm huy còn tay phải giật nhẹ dây
- Bipa (Hangul: 비파 ; Hanja: 琵琶): Đàn tỳ bà Trung Hoa du nhập vào Triều Tiên thời Cao Ly gồm 2 loại, gồm hyang-bipa (Hương tỳ bà 향비파 / 鄕琵琶) 5 dây và dang-bipa (Đường tỳ bà 당비파 / 唐琵琶) 4 dây.
- Wolgeum (hangul: 월금; hanja: 月琴, Hán Việt: nguyệt cầm): Đàn nguyệt cổ với cần dài gồm 4 dây và 13 phím. Đầu đàn hình lá liễu nhọn, hốc luồn dây có 4 chốt chỉnh dây; cần đàn dài và thẳng. Nó được tìm thấy trong các bức tranh tường của Cao Câu Ly và được sử dụng trong âm nhạc truyền thống, cùng với đàn Hyang bipa (Hương tỳ bà), đàn tam thập lục yanggeum và sáo trúc dọc danso trong dàn nhạc Hyangak (hương nhạc Triều Tiên).
- Sogonghu (hangul: 소공 후; hanja: 小箜篌; nghĩa đen là "đàn hạc nhỏ")
- Sugonghu (hangul: 수공후; hanja: 豎箜篌; nghĩa đen là "đàn hạc dọc")
- Wagonghu (hangul: 와공후; hanja: 臥箜篌; nghĩa đen là "đàn hạc nằm ngang")
- Ongnyugeum (Hangul: 옥류금; Hanja: 玉流琴; Hán Việt: ngọc lưu cầm):  Đàn zither Bắc Triều Tiên với 33 dây nylon bọc thép
- Eoeungeum (hangul: 어은금): Đàn mandolin Bắc Triều Tiên có cần thẳng và 4 hoặc 5 dây với thùng đàn hình quả bầu hồ lô bổ dọc

#### Kéo

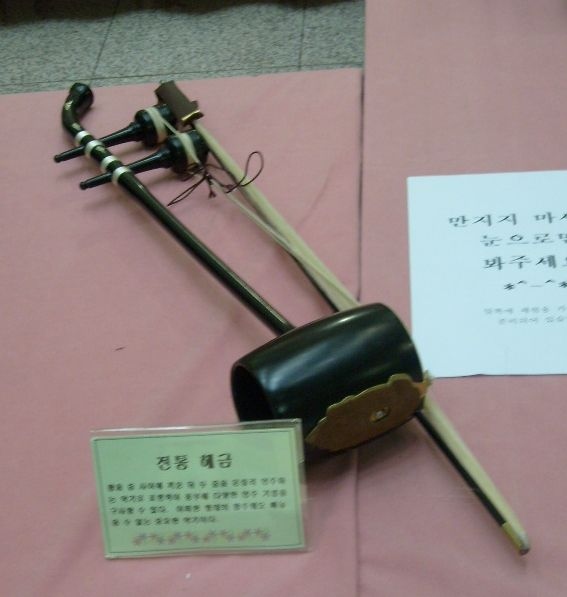
Đàn nhị Haegeum

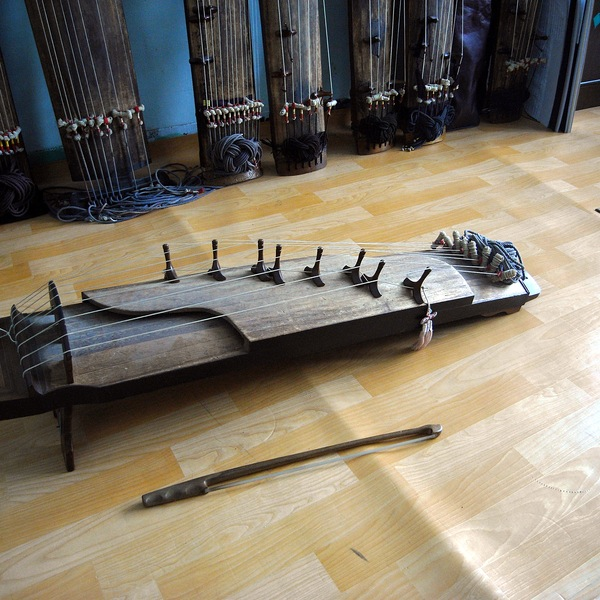
Đàn tranh dùng vĩ kéo Ajaeng

- Haegeum: (Hangul: 해금; Hanja:奚琴, Hán Việt: hề cầm): Đàn nhị Triều Tiên có bát nhị tròn nhỏ làm từ ống tre và bịt bằng da chó mèo hay miếng gỗ mỏng dán mặt trước bát nhị còn mặt sau để nguyên, dọc nhị hay còn gọi là cán nhị, có gốc cắm xuyên qua lưng bát nhị. Đàn nhị Haegeum chỉ có 2 dây được gắn song song với dọc nhị. Dây đàn được bện bằng bờm ngựa hoặc lông đuôi ngựa. Người chơi đặt bát nhị trên đầu gối, tay trái nắm dọc nhị, tay phải cầm cung vĩ kéo, để dây của cung vĩ cọ xát vào các dây đàn tạo ra âm thanh. Cử nhị Haegeum cũng khác biệt, nó không buộc vào cần đàn mà buộc thắt chéo lên phía 2 trục vặn. Cần đàn cong khác với các loại hồ cầm khác nên có 1 sự đàn hồi nhất định. 2 trục vặn được làm rất to, tay nắm thành hình tròn, xẻ rãnh rồi khoan lỗ rồi quấn dây vào đó. Điểm đặc biệt là đàn nhị haegeum có thể tháo rời được từng bộ phận của nó, kể cả cung vĩ.
- Sohaegeum (hangul: 소해금; hanja: 四奚琴; Hán Việt:tứ hề cầm): Đàn vĩ cầm bốn dây (Bắc Triều Tiên). So với Nam Hàn thì tứ hề cầm sử dụng cung vĩ rời như violin.
- Ajaeng (hangul: 아쟁; hanja:牙箏; Hán Việt: nha tranh): đàn tranh bản rộng với dây làm bằng dây thừng mảnh bện từ tơ, được kéo bằng cành cây chuông vàng phủ nhựa thông hay cung lông ngựa. Nó có nguồn gốc từ đàn yết tranh Trung Hoa. Loại dành cho jeongak có cấu tạo giống với đàn tranh Daejaeng, còn loại dành cho dòng sanjo thùng đàn to hơn. Đàn tranh Sanjo Ajaeng có kích cỡ chỉ bằng một phần hai chiếc đàn tranh Ajaeng truyền thống, dây đàn cũng được bện mảnh hơn. Thỉnh thoảng nó cũng được gảy dây như đàn tranh gaygaeum.

#### Gõ
- Yanggeum (hangul: 양금; hanja:洋琴; Hán Việt:dương cầm): Đàn tam thập lục Triều Tiên

### Bộ thổi

#### Sáo, tiêu

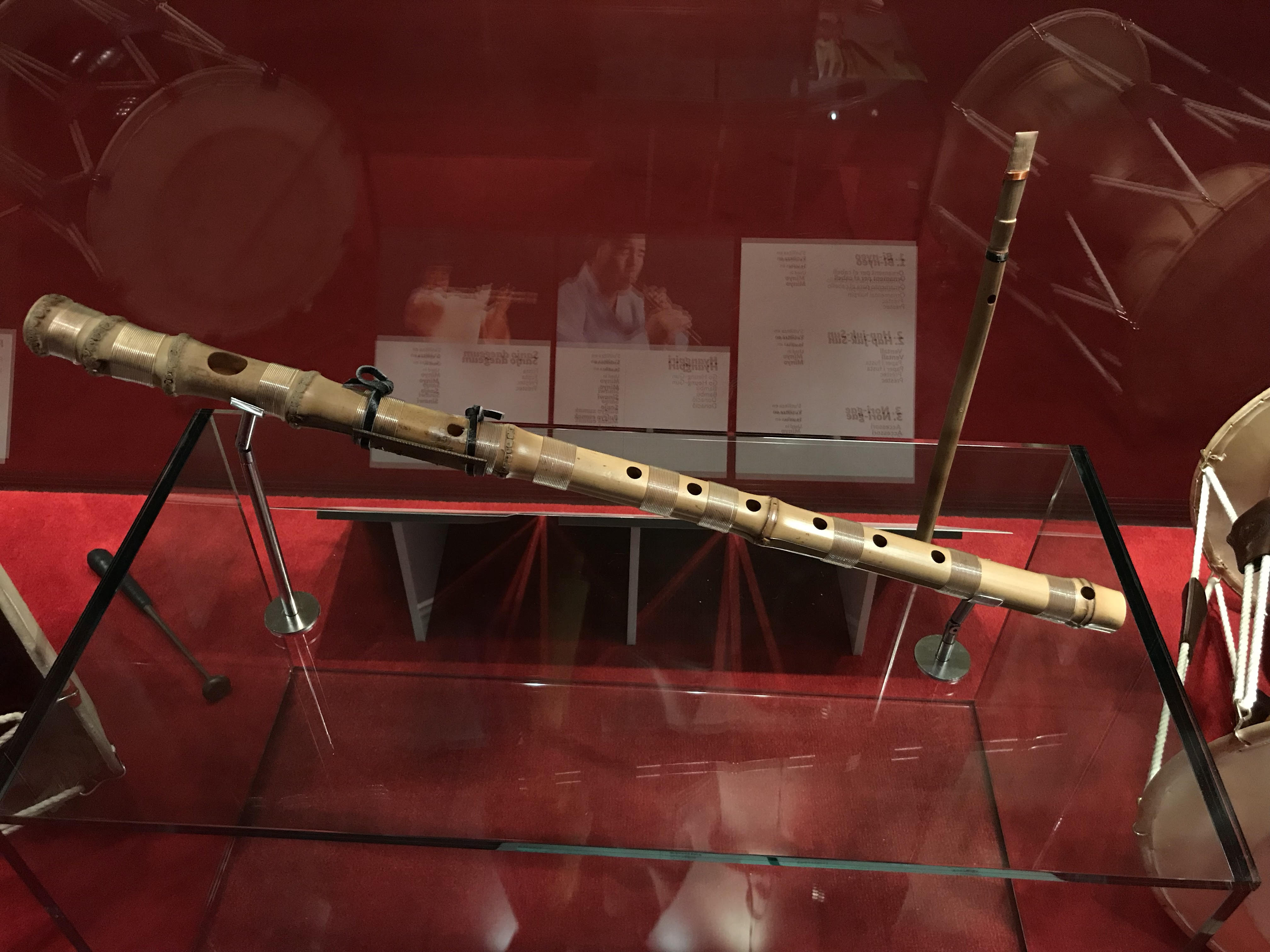
Sáo ngang Daegeum

- Daegeum (hangul: 대금; hanja: 大笒, Hán Việt: đại linh): Sáo trúc ngang lớn Daegeum của Hàn Quốc thường được so sánh với sáo Flute của phương Tây. Khác với âm sắc thanh cao của sáo Flute, âm thanh của sáo trúc ngang lớn Daegeum tuy hơi thô, nhưng kỳ bí và lôi cuốn. Giữa huyệt thổi và huyệt lỗ bấm có một huyệt dán màng gọi là Cheonggong. Màng dán này rất mỏng, được làm bằng màng ruột cây lau sậy và được gọi là Cheong. Khi thổi, hơi sẽ chạy qua ống sáo làm rung màng dán tạo nên những âm thanh có âm sắc độc đáo của cây sáo trúc ngang lớn Daegeum.
- Junggeum (hangul: 중금; hanja 中笒; Hán Việt:trung linh): sáo cỡ trung cùng loại với Daegeum
- Sogeum (hangul: 소금; hanja:小笒; Hán Việt: tiểu linh): Cùng họ với sáo ngang như Daegeum, Junggeum nhưng không có màng dán ở lỗ thổi.
- Ji (hangul: 지; hanja: 篪; Hán Việt: trì): Là loại sáo trúc cổ ngang với lỗ thổi có khía lồi và năm lỗ ngón (một ở đằng sau và bốn ở đằng trước), có nguồn gốc từ sáo trì Trung Hoa. Chỉ được sử dụng trong Nhã nhạc và Tế lễ Văn miếu (âm nhạc nghi lễ Nho giáo Hàn Quốc)
- Danso (hangul: 단소; hanja: 短簫; Hán Việt: đoản tiêu): Sáo trúc ngắn Danso có âm thanh gần giống sáo trúc nhỏ Sogeum, vừa nhỏ gọn vừa dễ thổi nên đã được đưa vào giảng dạy trong trường tiểu học.Tuy chỉ có 5 lỗ bấm, không có âm thanh đa dạng nhưng sáo trúc ngắn Danso lại phù hợp với dòng nhạc phong lưu như các làn điệu dân ca Minyo.
- Tungso (hangul: 퉁소; hanja: 洞簫, Hán Việt: đỗng tiêu): sáo dọc phổ biến từ thời Cao Ly (thế kỷ X - XIV). Lỗ thổi của nó cũng tương tự như Daegeum và Junggeum
- Yak (hangul: 약; hanja: 籥, Hán Việt: thược): sáo dọc 3 lỗ dùng trong Tế lễ Văn miếu
- Jeok (hangul: 적; hanja: 篴; Hán Việt: địch): sáo dọc 5 lỗ chỉ được dùng trong Tế lễ Văn miếu
- So (hangul: 소; hanja: 簫; Hán Việt: tiêu): sáo ống dùng trong Tế lễ Văn miếu. Nó là loại sáo có ảnh hưởng từ sáo bài tiêu Trung Hoa
- Hun (hangul: 훈; hanja: 塤; Hán Việt: huân/huyên): sáo đất cổ ảnh hưởng từ sáo huân Trung Hoa. Trước nó từng sử dụng trong nhạc Tế lễ Văn miếu nhưng ngày nay vẫn có ít người sử dụng trong nhạc Triều Tiên và Hàn Quốc đương đại.
- Jeodae (Hangul: 저대): sáo sogeum cải tiến của Bắc Triều Tiên, có hình dạng gần giống với sáo piccolo phương Tây. Nó gồm có 3 loại: thông dụng, cao âm (고음) và trung âm (중음).

#### Kèn và khèn
- Piri (hangul: 피리; hanja: 觱篥; Hán Việt: tất lật): Kèn với thân từ ống  nứa khoét 7 lỗ to cỡ ngón tay, dài khoảng từ 20~30 cm và mỏ kèn Kyeopseo làm từ vỏ cành liễu. Kèn nứa Piri chủ yếu có 3 loại là kèn nứa Hương Hyangpiri (향 피리), kèn nứa Đường Dangpiri (당 피리) và kèn nứa Tế Sepiri (세 피리).

Kèn nứa hương Hyangpiri là nhạc khí được chơi trong các dòng nhạc truyền thống của Hàn Quốc từ nhạc cung đình Gungjungeumak, nhạc phong lưu của giới học giả Pungryueumak đến nhạc dân gian Minsokak. Còn chữ "Đường" trong tên gọi của cây kèn nứa Dangpiri ám chỉ kèn tất lật nhà Đường 
ở Trung Hoa. Vốn dĩ cây kèn Dangpiri thường được dùng để tấu các nhạc phẩm Trung Hoa. Nhưng ở Hàn Quốc, kèn nứa Dangpiri còn được dùng để chơi cho một số nhạc phẩm cung đình của Hàn Quốc. Còn kèn nứa tế Sepiri do có âm thanh nhỏ nên thường là nhạc khí chơi đệm cho đàn huyền cầm tại những gian phòng phong lưu Pungryubang là nơi giới trí thức thời xưa tụ tập nghe nhạc, vẽ tranh, làm thơ và tranh luận bình phẩm.
Một loại khác là Daepiri (대 피리) được dùng ở Bắc Triều Tiên với âm thanh trầm. Một loại kèn piri đôi gọi là Ssang piri (쌍 피리)
- Taepyeongso(hangul: 태평소; hanja: 太平簫; Hán Việt: thái bình tiêu; cũng gọi là hojeok, saenap hoặc nallari): kèn bầu của Hàn Quốc dùng trong nhạc Đại xuý đả,nông nhạc và dùng trong tang lễ
- Saenghwang (hangul: 생황; hanja: 笙簧, Hán Việt: sanh hoàng): khèn (ống sênh) truyền thống của Triều Tiên có xuất xứ từ Trung Hoa. Nó là một loại khèn đa âm gồm 17 ống trúc ghép vào nhau và được yêu thích ngày càng phổ biến như một nhạc cụ độc tấu ngày nay, trước đây nó dùng trong Hương nhạc hay nhạc Tế lễ Tông miếu.
- Jangsaenap (Hangul: 장새납): loại kèn bầu Taepyeongso được Bắc Triều Tiên cải tiến, có thân kèn dài và nhiều lỗ hơi hơn. Khi chơi kèn Jangsaenap, người nghệ sĩ không dùng ngón tay bịt lỗ hơi mà dùng dụng cụ ấn gọi là Nureugae (누르개) nên cách chơi cũng dễ hơn và thể hiện được đa dạng âm điệu hơn. Đây là sự kết hợp giữa kèn ô-boa phương Tây và kèn bầu Taepyeongso.

### Nhạc cụ bằng kim loại
- Pyeonjong (hangul: 편종; hanja: 編鐘, Hán Việt: biên chung): dàn chuông đá gồm 16 chuông có kích cỡ khác nhau gõ bằng búa từ Trung Hoa truyền sang Triều Tiên từ thời Cao Ly. Nó được sử dụng trong Tế lễ Tông miếu
- Teukgjong (hangul: 특종; hanja: 特鐘, Hán Việt: đặc chung): Chuông đơn âm lớn được sử dụng trong Tế lễ Tông miếu
- Pyeongyeong (hangul: 편경; hanja: 編磬, Hán Việt: biên khánh): dàn khánh đá gồm 16 chiếc lớn nhỏ hình chữ L gõ bằng búa từ Trung Hoa truyền sang Triều Tiên từ thời Cao Ly. Nó được sử dụng trong Tế lễ Tông miếu
- Teukgyeong (hangul: 특경; hanja: 特磬, Hán Việt: đặc khánh): Khánh lớn đơn âm được sử dụng trong Tế lễ Tông miếu
- Banghyang (hangul: 방향; hanja: 方響, Hán Việt: phương hưởng): đàn phím metallophone cổ với 16 phím làm từ thép trên giá treo cố định gõ bằng búa nhỏ từ Trung Hoa truyền sang Triều Tiên từ thời Cao Ly. Nó được sử dụng trong Tế lễ Tông miếu
- Ulla (hangul: 운라; hanja: 雲鑼 or 雲羅, Hán Việt: vân la): dàn chiêng mây 17 chiếc có kích cỡ khác nhau được giữ trong giá treo cố định gõ bằng búa nhỏ từ Trung Hoa truyền sang Triều Tiên từ thời Cao Ly. Nó được sử dụng trong Tế lễ Tông miếu, dàn cải tiến gồm 21 chiếc. Dàn chiêng này có thể gỡ ra dễ dàng khi di chuyển, xếp lại khi diễn tấu. Người ta sử dụng 2 que gõ tương tự đàn tam thập lục Yanggeum, ngày xưa dùng que  bằng gỗ với phần đầu làm bằng sừng trâu hoặc que tre.
- Jing (hanja:징): Chiêng lớn được sử dụng trong Quân nhạc Đại xuý đả, pungmul và samul nori
- Bu (hangul: 부; hanja: 缶; Hán Việt: phẫu): một chiếc chum gốm thấp bên trong có tráng lớp đồng đỏ. Nó được chơi bằng cách gõ lên thành chum 3 hồi 9 tiếng để đánh dấu sự bắt đầu của một bản nhạc hay các lễ tế của Nho giáo.
- Kkwaenggwari (hangul: 꽹과리): chiêng nhỏ có dùi được sử dụng trong dân ca, pungmul và samul nori

### Nhạc cụ làm từ gỗ

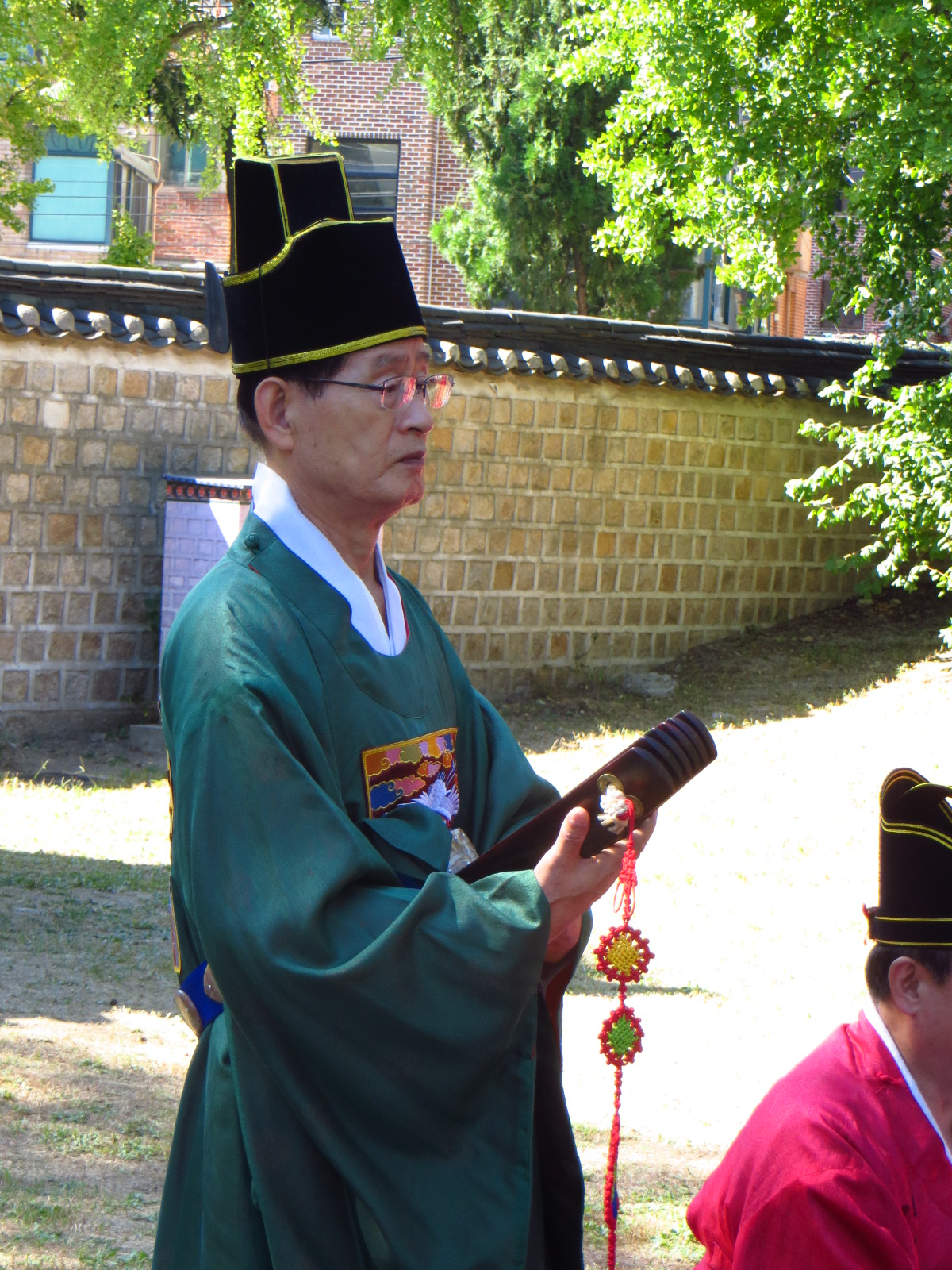
Phách Hàn Quốc

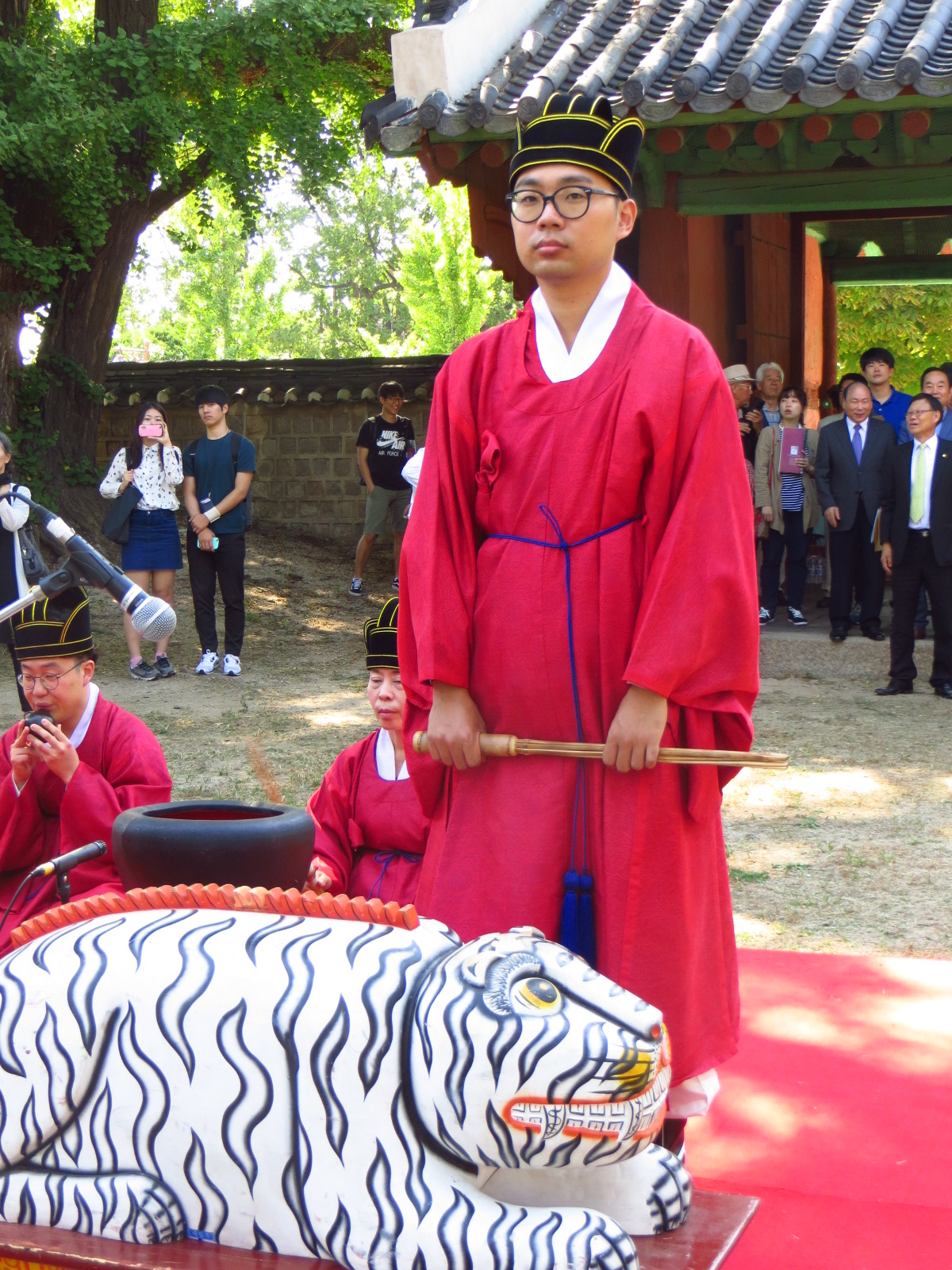
Mõ ngữ Hàn Quốc

- Bak (hangul: 박; hanja: 拍; Hán Việt: phách): nhạc cụ gồm 6-8 lá phách gỗ được lồng vào nhau bằng lò xo và gắn dây trang trí. Nó được sử dụng trong Nhã nhạc Triều Tiên, được sử dụng bằng cách dùng hai tay cầm 2 lá phách đầu và cuối ép chặt vào các thanh phách còn lại gõ cho kêu và gõ 2 lần để mở đầu hay kết thúc bản nhạc.
- Chuk (hangul: 축; hanja: 柷, Hán Việt: chúc): là một nhạc cụ gõ được sử dụng trong âm nhạc nghi lễ triều đình Nho giáo của Trung Hoa cổ đại truyền bá tới Triều Tiên thời Cao Ly. Nó bao gồm một hộp gỗ (thường được sơn màu đỏ hoặc trang trí khác) thon từ trên xuống dưới, và được chơi bằng cách cầm một thanh gỗ thẳng đứng và đánh vào mặt dưới. Nhạc cụ được sử dụng để đánh dấu sự khởi đầu của âm nhạc trong Tế lễ Tông miếu
- Eo (hangul: 어; hanja: 敔; Hán Việt: ngữ): là loại mõ bằng gỗ được chạm khắc hình con hổ với phần lưng có răng cưa gồm 27 "răng", được sử dụng từ thời cổ đại ở Trung Hoa truyền tới Triều Tiên thời Cao Ly cho âm nhạc nghi lễ triều đình Nho giáo. Nó được chơi bằng cách đánh vào đầu ba lần bằng một cây roi tre được tước ra 15 mẩu phần đầu, và sau đó quét nó qua lưng răng cưa một lần để đánh dấu sự kết thúc của một bản nhạc trong lễ tế Tông miếu .

### Các loại trống

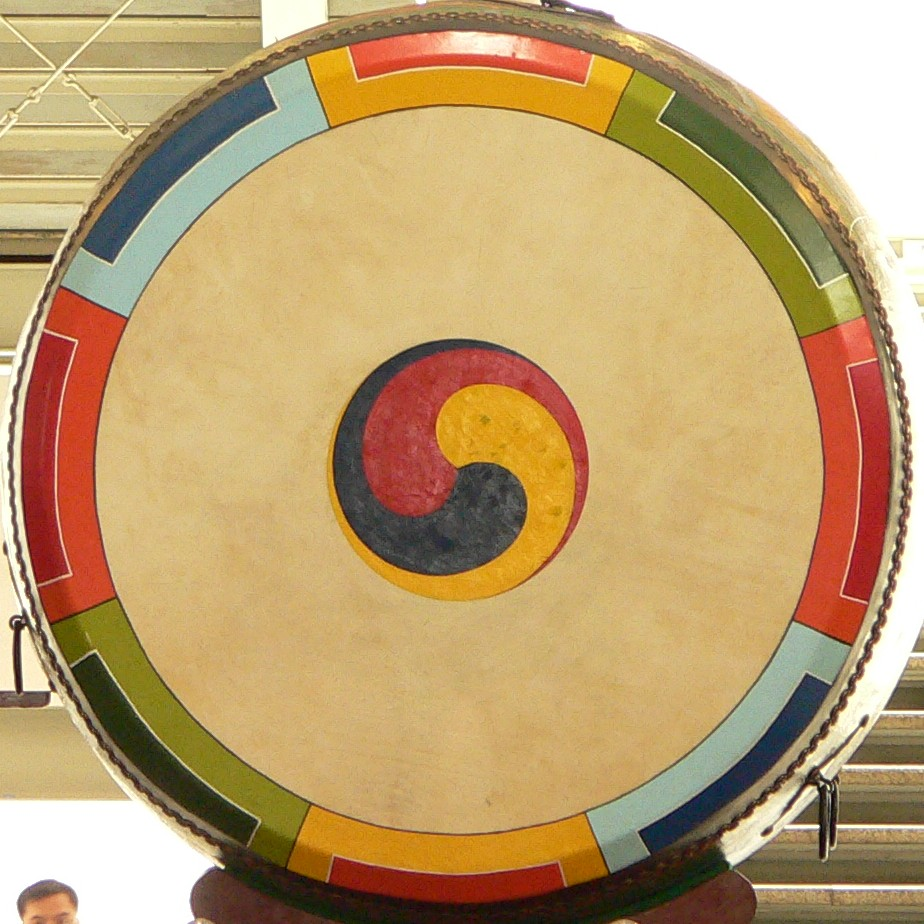
Trống buk

- Buk: trống lớn sử dụng chủ yếu trong ả đào pansori (Sori-buk 소리북), pungmul(Pungmul-buk-풍물북)  và samulnori. Thuật ngữ buk cũng được sử dụng trong tiếng Hàn như một thuật ngữ chung để chỉ bất kỳ loại trống nào.
- Janggu or Janggo (hangul: 장구 hoặc 장고; hanja: 杖鼓 hoặc 長鼓, Hán Việt: trượng cổ): trống có dạng đồng hồ cát từ trống yết cổ Trung Hoa du nhập; phần giữa nhỏ thắt lại, hai đầu là mặt trống tròn, căng và phần được gõ bằng dùi trống làm bằng thanh tre vót mỏng. Nó cũng được du nhập vào Nhật Bản được gọi là Kakko
- Jingo (hangul: 진고; : 晉鼓, Hán Việt: tấn cổ): trống lớn dùng trong Tế lễ Tông miếu
- Jeolgo (hangul: 절고; hanja: 節鼓; Hán Việt: tiết cổ): trống dùng trong Nhã nhạc. Nó có xuất xứ từ Trung Hoa truyền bá vào Triều Tiên thời Joseon
- Jwago (hangul: 좌고; hanja: 座鼓, Hán Việt: toả cổ): Trống trận treo trên giá gỗ
- Gyobanggo (hangul: 교방고; hanja: 敎坊鼓, Hán Việt: giáo phường cổ): Loại trống dẹt cỡ lớn kê lên kiềng gỗ 4 chân, xung quanh mặt trống có vẽ hoạ tiết rồng. Ban đầu được sử dụng trong âm nhạc liên quan đến Đường nhạc, ngày nay nó được sử dụng cho điệu nhảy mugo (hangul: 무고; hanja:舞鼓,Hán Việt: vũ cổ). Đây là loại trống được sử dụng ở Trung Hoa vào thời nhà Đường, ở Hàn Quốc, nó đã được sử dụng từ thời Cao Ly
- Sogo (hangul: 소고; hanja: 小鼓, Hán Việt: tiểu cổ): trống dẹt có cán cầm gõ bằng dùi mỏng. Thường được sử dụng trong các điệu múa truyền thống
- Nogo (Hangul: 노고; Hanja: 路鼓, Hán Việt: lạc cổ): bộ 2 trống dài có phần tang nằm ngang sơn màu đỏ xếp chéo chồng lên nhau, cắm xuyên bởi cột gỗ treo trên giá. Nó được dùng trong nhạc Tế lễ Tông miếu.
- Nodo (hangul: 노도; hanja: 路鼗, Hán Việt: lạc đào): bộ hai cái trống nhỏ trên cây sào được lắc để chơi; đầu cây sào có khắc con chim xoè cánh. Nó được sử dụng trong nghi lễ và âm nhạc cung đình của Hàn Quốc.

### Các nhạc cụ khác

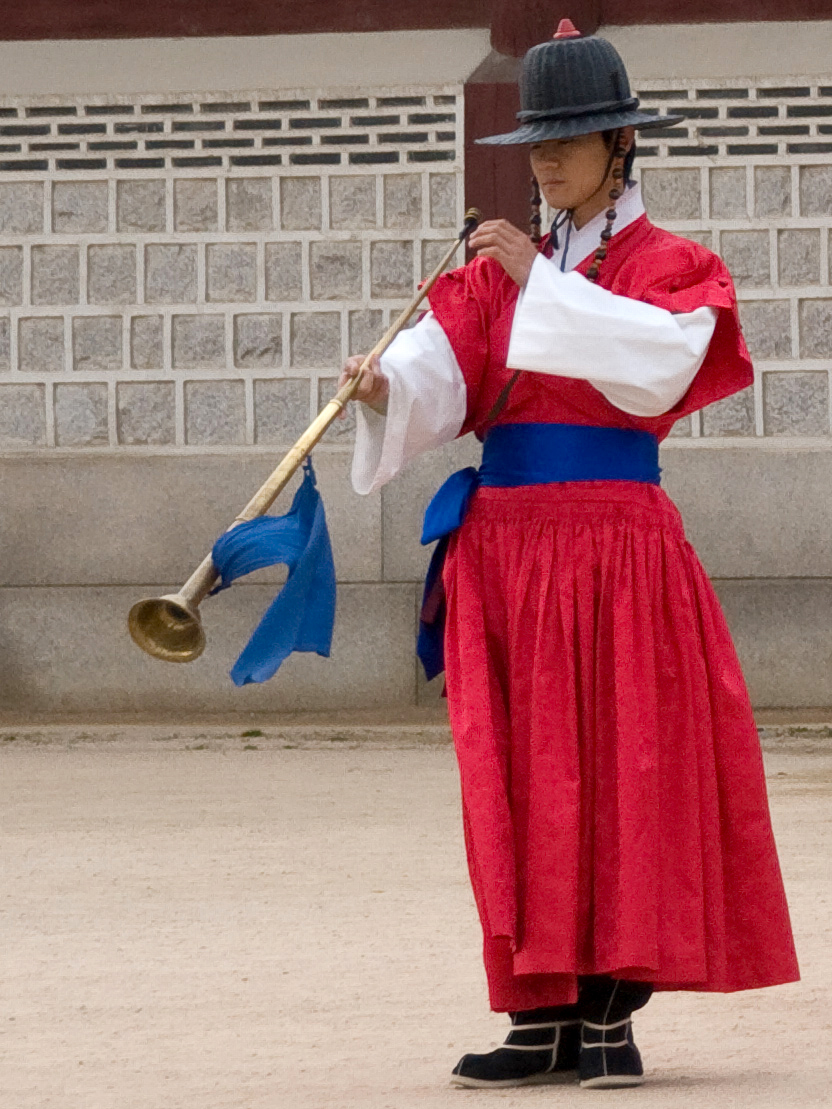
Kèn nabal

- Nabal (hangul: 나발; hanja: 喇叭, Hán Việt: lạt bá): kèn đồng dài dùng trong quân nhạc, thổi lên để truyền hiệu lệnh. Nó được dùng trong nhạc Đại xuý đả và trước khi du nhập vào Triều Tiên, đây là loại kèn hiệu xuất xứ từ Trung Hoa
- Nagak (hangul: 나각; hanja: 螺角, Hán Việt: loa giác): tù và làm từ vỏ ốc xà cừ loại lớn được dùng trong nhạc Đại xuý đả

## Âm nhạc đương đại
Sáu khi Chiến tranh Triều Tiên kết thúc năm 1953, bán đảo Triều Tiên bị chia cắt thành Cộng hòa Dân chủ Nhân dân Triều Tiên (còn gọi là Triều Tiên hoặc Bắc Triều Tiên) ở phía bắc và Đại Hàn Dân quốc (còn gọi là Đại Hàn, Hàn Quốc hoặc Nam Hàn) ở phía nam. Như vậy 2 miền nam-bắc đã phát triển thành 2 nền âm nhạc riêng biệt.
Hàn Quốc là một môi trường sôi động với âm nhạc đương đại. Quốc gia đã sản xuất ra nhiều nhạc sĩ và ca sĩ quốc tế bao gồm PSY một trong những ca khúc của anh đã trở thành hiện tượng toàn cầu. Hơn nữa, một thể loại mới được gọi là K-pop (pop Hàn Quốc) cũng nổi lên vào những năm 1990 cho đến nay.

## Liên kết
- A Study of Musical Instruments in Korean Traditional Music Lưu trữ ngày 23 tháng 5 năm 2007 tại Wayback Machine (The National Center for Korean Traditional Performing Arts, Bộ Văn hóa và Du lịch, Hàn Quốc, 1998)
- Kpop Radio Pdm Lưu trữ ngày 3 tháng 5 năm 2012 tại Wayback Machine(Community dedicated to Korean Culture, music and Korean music radio)
- Generacion Kpop (Community websites dedicated to Korean music and Korean music radio)
- Văn hoá & nghệ thuật ở Hàn Quốc: Xu hướng Âm nhạc Lưu trữ ngày 16 tháng 8 năm 2004 tại Wayback Machine
- Tổng quan nhạc truyền thống Hàn Quốc Lưu trữ ngày 7 tháng 5 năm 2008 tại Wayback Machine
- Minyo Lưu trữ ngày 29 tháng 1 năm 2011 tại Wayback Machine [Translation from Minsok Kyoyuk Jaryojip, published by Bongchon Norimadang]
- News articles about Korean Music Lưu trữ ngày 12 tháng 6 năm 2010 tại Wayback Machine